# Bathyraja andriashevi
Espèce
Statut de conservation UICN

 LC  : Préoccupation mineure
Bathyraja andriashevi est une espèce de raies de la famille des Arhynchobatidae que l'on retrouve dans l'ouest de l'Océan Pacifique.

## Description
Cette espèce peut atteindre une taille de 75,6 cm.

## Distribution
Cette raie se rencontre au Japon, en Indonésie et en Russie,.

## Habitat
Bathyraja andriashevi évolue à une profondeur de 1 390 m à 2 004 m.

## Taxonomie
Le nom valide complet (avec auteur) de ce taxon est Bathyraja andriashevi Dolganov, 1983.

### Étymologie
Le poisson est nommé en l'honneur de l'ichtyologiste soviétique Anatoly Petrovich Andriashev (1910–2009).